# Agrias nigerrima
Agrias nigerrima är en fjärilsart som beskrevs av Le Moult 1925. Agrias nigerrima ingår i släktet Agrias och familjen praktfjärilar. Inga underarter finns listade i Catalogue of Life.